# اكميرات جومانازارو
اكميرات جومانازارو (5 نوفمبر 1987 بتركمانستان - ) هو لاعب كرة قدم تركماني في مركز الدفاع. شارك مع منتخب تركمانستان لكرة القدم. أما مع النوادي، فقد لعب مع Ýedigen FC ‏.

## روابط خارجية
- اكميرات جومانازارو على موقع قاعدة بيانات كرة القدم.إي يو (الإنجليزية)
- اكميرات جومانازارو على موقع ناشيونال فوتبول تيمز (الإنجليزية)
- اكميرات جومانازارو على موقع Soccerway.com (الإنجليزية)